# Diplodonta obliqua
Diplodonta obliqua är en musselart som beskrevs av Philippi 1846. Diplodonta obliqua ingår i släktet Diplodonta och familjen Ungulinidae. Inga underarter finns listade i Catalogue of Life.